# Zastava M90 (автомат)
Застава M90 — югославский и сербский автомат. Модернизированный вариант автомата Zastava M80.

## Конструкция
Автоматика работает по принципу отвода части пороховых газов с длинным ходом поршня. Запирание канала ствола производится поворотом затвора с двумя боевыми упорами. В дульной части ствола нарезана резьба М14×1 левая для установки дульных устройств, установлен пламегаситель. Ствольная коробка — штампованная, из стального листа 1.5 мм. Предохранитель-переводчик расположен на правой стороне ствольной коробки. Режимы огня — непрерывный или с отсечкой по одному выстрелу. В газовой каморе установлен регулятор для изменения скорости отката затворной рамы при работе в сложных условиях. Прицельные приспособления состоят из мушки и прицела секторного типа, могли оснащаться тритиевыми элементами для стрельбы в тёмное время суток. Автомат мог оснащаться прицелом и дульным устройством для стрельбы винтовочными гранатами. От более ранних автоматов часть М90 унаследовали дополнительный фиксатор в задней части ствольной коробки, предохраняющий крышку от открывания при стрельбе гранатами. Автомат мог быть укомплектован штык-ножом. 

## Варианты
- M90 — вариант с нескладным деревянным прикладом.
- M90A — вариант со стальным, складным вниз под цевьё прикладом[2][3].

Для рынка гражданского оружия предлагаются полуавтоматические варианты.